# Northland régió
Northland régió (angol nyelven: Northland Region; maori nyelven: Te Tai-tokerau vagy Te Hiku-o-te-Ika, "a hal farka" (Maui)) Új-Zéland 16 régiója közül a legészakabbra található közigazgatási egysége. Legfontosabb központi települése Whangarei (ejtsd: fangarei), legnagyobb települése Kerikeri.

## Földrajza
Northland az új-zélandiak által Távol-Északnak (Far North) nevezett területen helyezkedik el. A területet az enyhe éghajlata miatt Téltelen északnak (The Winterless North) is neveznek. A 285 kilométer hosszú Észak-Auckland félsziget 80%-át kitevő terület 13 940 négyzetkilométeren terül el, amely alig több az ország területének öt százalékánál. Nyugatról a Tasman-tenger, keletről a Csendes-óceán határolja. A felszíne változatos formájú dombvidék. A terület több mint felét farmgazdálkodás és erdőgazdálkodás teszik ki.
Annak ellenére, hogy a 19. században az óriásira megnövő déli kaurifenyők erdeit túlnyomó részét kivágták, egyes részeket sikerült megőrizni. A Tane Mahuta (maori: "az erdő ura"), Új-Zéland legmagasabb fája a Hokianga-öböltől délre található Waipoua-erdőben található.
A régió nyugati partját hosszú, egyenes tengerpartok alkotják, amelyek közül a legismertebb a 88 kilométer hosszú Ninety Mile Beach. Ettől délre található a Ripiro Beach. Ezen a partvonalon található a hatalmas méretű Kaipara-öböl a Hokianga-öböl.
A keleti partvidéket sok öböl és félsziget szabdalja, amelyek közül a legjelentősebb az Islands-öböl. A legfontosabb szigetek a Cavalli-szigetek, a Hen and Chickens-szigetek, az Aorangaia-sziget és a Poor Knights-szigetek.
Az Északi-sziget legészakibb pontjának gyakran a Maria van Diemen-fokot, a Reinga-fokot vagy az Északi-fokot tartják. Valójában a sziget legészakibb pontja az Északi-fok közelében található Surville-sziklák.
| #  | Több mint 1000 fős lakosságú városok | 2010   |
| -- | ------------------------------------ | ------ |
| 1  | Whangarei (város)                    | 52,200 |
| 2  | Kerikeri                             | 6,507  |
| 3  | Kaitaia                              | 4,887  |
| 4  | Dargaville                           | 4,460  |
| 5  | Kaikohe                              | 3,915  |
| 6  | Ruakaka                              | 2,916  |
| 7  | Paihia                               | 1,770  |
| 8  | Mangawhai                            | 1,665  |
| 9  | Taipa-Mangonui                       | 1,570  |
| 10 | Moerewa                              | 1,533  |
| 11 | Waipu                                | 1,490  |
| 12 | Hikurangi                            | 1,420  |
| 13 | Kawakawa                             | 1,350  |
| 14 | Russell                              | 1,010  |

## Éghajlata
A régió éghajlata szubtrópusi óceáni éghajlat meleg, csapadékos nyarakkal és enyhe, csapadékos telekkel. Földrajzi helyzete és alacsony fekvése miatt a régióban található az ország legmagasabb évi átlaghőmérséklete. Azonban, Új-Zéland egyéb területeihez hasonlóan, az éghajlati viszonyok változatosak lehetnek. Nyáron a hőmérséklet 22 °C és 26 °C között változik, de akár 30 °C fölé is szökhet a higany szála. Télen a maximum hőmérséklet 14 °C és 20 °C között van.
A környező óceán és tenger hatásaként igen ritka a talaj menti fagy. Azonban enyhe fagyok előfordulhatnak Dargaville környékén. A legmelegebb hónapok a január és a február. A jellemző éves csapadékmennyiség a régióban 1500–2000 mm között van, de eltérő lehet a különböző tengerszint magasságoknál. Az átlagos napsütéses órák száma mintegy 2000 óra évente. A szelek általánosan délnyugatról érkeznek.

## Kapcsolódó szócikk
- Helyi önkormányzatok Új-Zélandon